# Podocerus kleidus
Podocerus kleidus är en kräftdjursart som beskrevs av Thomas och J. L. Barnard 1992. Podocerus kleidus ingår i släktet Podocerus och familjen Podoceridae. Inga underarter finns listade i Catalogue of Life.